# Spencer Long
Spencer Long (Elkhorn, 8 novembre 1990) è un ex giocatore di football americano statunitense che ha militato nel ruolo di offensive guard nella National Football League (NFL). Fu scelto nel corso del terzo giro (78º assoluto) del Draft NFL 2014. Al college ha giocato a football alla Università del Nebraska-Lincoln

## Carriera

### Washington Redskins
Long fu scelto nel corso del terzo giro del Draft 2014 dai Washington Redskins. Debuttò come professionista subentrando nella gara della settimana 4 contro i New York Giants. La sua stagione da rookie si concluse con 5 presenze, nessuna delle quali come titolare.

### New York Jets
Nel 2018 Long firmò un contratto quadriennale del valore di 28 milioni di dollari con i New York Jets ma fu svincolato dopo un solo anno.

### Buffalo Bills
Nel 2019 Long firmò con i Buffalo Bills.

### San Francisco 49ers
Dopo avere passato la pre-stagione 2020 con i San Francisco 49ers, Long si ritirò.